# Le Chagrin des Belges
Le Chagrin des Belges (le titre original en néerlandais Het verdriet van België signifie plutôt le chagrin de la Belgique) est un roman de l'écrivain belge Hugo Claus, publié en 1983. Il s'agit de son œuvre la plus connue et adaptée en 1994 en mini-série télévisée, sur un scénario d'Hugo Claus lui-même par le réalisateur genevois Claude Goretta.
Ce roman initiatique comprend deux parties :
- Le Chagrin, constitué de 27 chapitres titrés et numérotés
- des Belges, texte non divisé en chapitres.

Il raconte l'enfance et la jeunesse de Louis Seynaeve (alter ego de Claus) dans le village flamand de Walle (une partie de Courtrai). L'histoire se passe entre 1939 et 1947, ce qui coïncide avec la Seconde Guerre mondiale, l'occupation allemande de la Belgique et ses conséquences.

## Résumé
Belgique, 1939. Louis Seynaeve, qui vient d'avoir onze ans, vit dans un pensionnat dirigé par des religieuses à Courtrai. Louis est quelqu'un de très imaginatif. Lui et ses amis se nomment eux-mêmes les quatre apôtres et possèdent sept livres interdits. Son père vient lui dire que sa mère est tombée dans les escaliers, ce qui signifie en réalité qu'elle est enceinte. Plusieurs mois plus tard, le bébé est mort-né. 
Sa famille est constituée de nationalistes flamands. Le père de Louis achète une presse typographique en Allemagne ainsi qu'une poupée de la jeunesse hitlérienne. Pendant l'occupation allemande de la Belgique durant la seconde guerre mondiale, sa famille sympathise avec les Allemands. Louis participe à des réunions de la jeunesse hitlérienne dans le Mecklembourg.
Louis découvre plus de « livres interdits » et s'intéresse à « l'Art dégénéré ». Petit à petit, il prend conscience de l'étroitesse d'esprit de sa famille et de son milieu scolaire. Il finit par devenir écrivain, l'auteur du Chagrin, la première partie du roman.

## Personnages principaux
- Louis Seynaeve, un enfant belge qui grandit lors de la Seconde Guerre mondiale.
- Staf Seynaeve, un imprimeur, père de Louis. C'est un nationaliste flamand sympathisant avec les Allemands.
- Constance Seynaeve-Bossuyt, la mère de Louis. Elle travaille pour une société allemande durant la guerre.
- Gerard Vlieghe, le meilleur ami de Louis au pensionnat. Il rejoint la Vlaams Nationaal Jeugdverbond (NSJV), un mouvement belge lié à la Jeunesse hitlérienne.
- Rebekka Cosijns, la petite amie de Louis. Ses parents l'empêchent de jouer avec elle parce que c'est une gitane.
- Evariste de Launey, un jésuite, professeur de Louis. Il participe à la résistance belge.

## Critiques
Wim Hazeu dans Hervormd Nederland :
« Après Claus, il n'y a probablement personne dans notre zone linguistique qui sera capable d'écrire un livre aussi grand et aussi réussi sur de nombreux aspects, à propos de la Belgique durant la guerre. Il est le seul capable de traiter un tel sujet et il l'a fait. »
Suzanne Ruta dans The New York Times Book Review :
« L'incroyable roman de Mr. Claus est une chronique de la guerre dans un petit coin d'un petit pays, ainsi que le portrait minutieux d'un artiste comme d'un jeune homme insupportable. »
L'homme politique Guy Verhofstadt est un admirateur du Chagrin des Belges.

## Adaptation à la télévision
- 1994 : Het verdriet van België, mini-série néerlando-franco- belge en deux épisodes réalisée par Claude Goretta, scénario de Hugo Claus, avec Mathias Engelbeen, Ronny Cuyt, Hilde Wils et Marianne Basler